# Tephrina strigosata
Tephrina strigosata là một loài bướm đêm trong họ Geometridae.